# Lloyd Aaron
Lloyd Aaron (ur. 8 stycznia 2003 w Lilongwe) – piłkarz malawijski grający na pozycji środkowego pomocnika. Jest wychowankiem klubu Civil Service United FC.

## Kariera klubowa
Swoją karierę piłkarską Aaron rozpoczął w klubie Civil Service United FC, w którym w sezonie 2023 zadebiutował w pierwszej lidze malawijskiej.

## Kariera reprezentacyjna
W reprezentacji Malawi Aaron zadebiutował 14 czerwca 2023 w zremisowanym 1:1 towarzyskim meczu z Mozambikiem, rozegranym w Maputo.